# VINITI
VINITI (rus: ВИНИТИ; Institut Rus d'Informació Científica i Tècnica; rus: Всероссийский институт научной и технической информации
antic Institut Soviètic d'Informació Científica i Tècnica) és una filial de l'Acadèmia Russa de les Ciències dedicada a la recopilació d'informació científica i tècnica a partir de fonts de tot el món i difondre aquesta informació a la comunitat científica russa.
L'institut es va establir com l'Institut d'Informació Científica (rus: Институт научной информации) el 1952. El fundador de l'institut va ser Aleksandr Nesmeiànov. L'oficina principal de l'institut es troba a Moscou, mentre que la seva editorial es troba a Liúbertsi.
L'Institut publica Referativni jurnal (rus: Реферативный журнал ("La revista de resums") i elabora la Base de dades de l'ARC VINITI.

## Propòsit de VINITI
VINITI És el nom de l'organització russa, i anteriorment soviètic, l'Institut per a la Informació Científica i Tècnica. Es va establir el 1952 com una branca de l'Acadèmia de Ciències de l'URSS. En el seu inici, VINITI es va encarregar de reunir informació científica i tècnica de fonts de tot el món i també es va encarregar de difondre aquesta informació a la comunitat científica soviètica i socialista. El 1992, s'havien acumulat documents tècnics i científics de més de 100 països en 60 idiomes i estaven disponibles per a la seva difusió. S'havia convertit en la major font d'informació científica i tècnica secundària en el món. 31 milions de cites literàries indexades de 1953 a 1992. Gran part de l'antiga base de dades soviètica contenia materials únics per a la comunitat científica del bloc de l'Est, els quals estaven sent posats a disposició de científics i investigadors estatunidencs, britànics, occidentals i japonesos.
El 1952 el Presidium de l'Acadèmia de l'URSS de les Ciències va prendre la decisió d'establir l'Institut d'Informació Científica en el marc de l'Acadèmia de les Ciències. La tasca principal de l'Institut era organitzar el suport informatiu de la ciència bàsica, centralitzant l'anàlisi, recerca i processament de la informació. El 1955 el Govern va reorganitzar l'Institut en l'Institut Rus d'Informació Científica i Tècnica (VINITI). VINITI va començar a cobrir no només la ciència bàsica, sinó també la ciència aplicada.
Per a l'any 2002, VINITI esdevenia un equip d'altament els professionals especialitzats que processen més d'un milió de publicacions científiques anualment. És la base de dades en línia més gran russa, que conté més de 25 milions de documents. La base de dades conté el Resum Diari que es distribueix, subscrit, i llegit pels científics en seixanta països, amb més de 330 títols de publicacions, que abasten tots els camps de les ciències bàsiques i aplicades. El 2002, VINITI és conegut per tenir més de 240 bases de dades sobre ciència i tecnologia, economia i medicina.A més compta amb sistemes de recuperació de gran abast, i una àmplia gamma de serveis.

## Publicacions de VINITI
VINITI publica la sèrie de resums de revistes (en rus: Referativny Zhurnal), que s'ha publicat des de 1952. Els resums de revistes es compon de crítiques i resums de diversos materials publicats en àrees particulars: llibres, treballs d'investigació científica, documents de patents, informació sobre normatives, documents tècnics, publicacions comercials, dissertacions estrangeres, i publicacions cartogràfiques.